# Никосия (аэропорт)
Международный аэропорт Никосия (греч. Διεθνές Αεροδρόμιο Λευκωσίας, тур. Lefkoşa Uluslararası Havalimanı; ИАТА: NIC, ИКАО: LCNC) — международный аэропорт Республики Кипр, расположенный к западу от Никосии в пригороде Лакатамия. В прошлом он являлся главным аэропортом острова Кипр до турецкого вторжения в 1974 году, после чего был закрыт для приёма гражданской авиации. На настоящее время в нём базируется контингент Вооружённых сил ООН по поддержанию мира на Кипре.

## История
Аэродром Никосия был открыт в 1930-х годах и поначалу использовался как авиабаза Королевских ВВС, причём он вплоть по настоящее время формально принадлежит британскому Министерству обороны. Но в 1939 году компания Shell Company построила взлётно-посадочную полосу, которую стала использовать для посадки своих самолётов. В том же году полёты на Кипр начала арабская авиакомпания Misrair. Во время Второй мировой войны здесь базировались американские бомбардировщики, которые проводили бомбардировки Румынии.
С 1948 года полёты гражданских самолётов в Никосийский аэропорт были возобновлены, в том числе его использовали Misrair, BOAC, Cyprus Airways и Middle East Airlines. В 1949 году было сооружено первое здание аэровокзала, так как до этого использовали хижины Ниссена. В 1959 году здание удлинили, но в 1968 году было сооружено уже новое здание, а старое отдали местному аэроклубу. На 1974 год было запланировано расширение аэропорта, но произошедшие в июле события, завершившиеся турецким вторжением, перечеркнули этот замысел. После этого полёты в аэропорт Никосия были прекращены. Последние пассажирские самолёты из аэропорта вылетели в 1977 году с разрешения ООН, когда British Airways забрала себе остающиеся в аэропорту три самолёта компании Cyprus Airways.
Платформа NIC, реализованная Кипрским институтом в сотрудничестве с ВСООНК и выпущенная в августе 2022 года, включает в себя полный виртуальный тур по всем доступным зонам главного терминала, диспетчерской вышки, ангара и трёх самолётов, находящихся в помещения аэропорта. Кроме того, на платформе NIC представлена коллекция исторических изображений и видеороликов, цель которых — открыть окно в те дни, когда аэропорт работал в полную силу и его посещали многочисленные отдыхающие.